# 鉄山駅 (大連市)
鉄山駅（てつざんえき）は中華人民共和国遼寧省大連市旅順口区に位置する大連地下鉄12号線の駅。駅南側に鉄山車輛段（鉄山車両基地）がある。

## 駅構造
- 相対式ホーム2面2線の高架駅。

## 駅周辺
- 鉄山市街地 - 駅から約1.5km東南
- 黄渤分界線景勝地（黄渤分界线旅游风景区） - 黄海と渤海の境界線（海の色が異なる）が見れる景勝地。駅から約8km東南

## 歴史
- 2014年5月1日 - 開業。

## 隣の駅
大連公交客運集団有限公司
■大連地下鉄12号線（202路延伸線）
旅順駅 - 鉄山駅 - 旅順新港駅